# Poklos
Poklos (románul: Pâclișa) település Romániában, Erdélyben, Fehér megyében.

## Fekvése
Gyulafehérvártól délnyugatra, a Maros jobb partján fekvő település.

## Története
Poklos, Poklospatak (Asztrág) Árpád-kori település. Nevét már 1265-ben említette oklevél Pokluspotok néven.
1266-ban Lewe iobagio castri Albensis, 1274-ben t. Astrag néven említették. A helység neveként használt poklos névalak 'szurkos' jelentése Györffy György szerint utalhat szurokfőző (hajóépítéshez!) foglalkozásra.
1266-ban Lewe, 1274 előtt ugyancsak Lewe birtokos itt, aki Asztrág földet is birtokolta, és 1274-ben cserébe adta Hariért Jakabnak, Györgynek, Leustáknak és Benedeknek. 1265-ben pedig az alvinciek megkapták Szász- és Magyarpad földet (a Maros bal partján) Poklospatak felé a bizerei apát földje mellett [Lámkerék?]. Az Asztrág nevet a Poklospatkon átfolyó patak neve máig őrzi.
1455-ben a káptalan és Máté püspök között Poklospathaka birtok határa miatt folyt vita.
1648-ban Poklos I. Rákóczi György birtoka volt.
A trianoni békeszerződés előtt Alsó-Fehér vármegye Alvinci járásához tartozott.
1910-ben 972 lakosából 2 magyar, 970 román volt. Ebből 28 görögkatolikus, 942 görögkeleti ortodox volt.

## Források

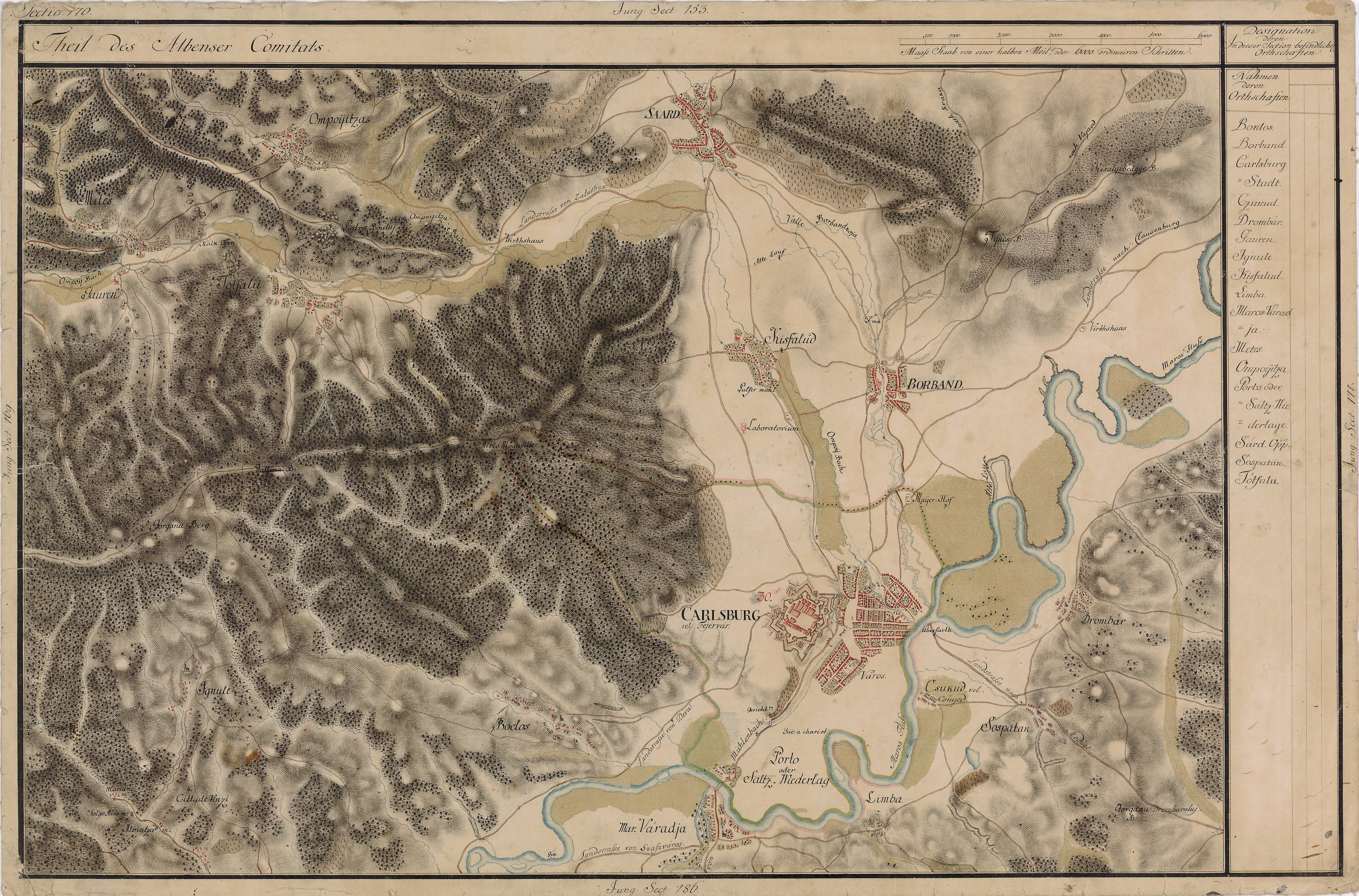
Poklos egy régi térképen